# Poșta Elan, Vaslui
Poșta Elan este un sat în comuna Vutcani din județul Vaslui, Moldova, România. Se află în partea central-estică a județului,  în Depresiunea Elanului. La recensământul din 2002 avea o populație de 196 locuitori.